# Pandemia di COVID-19 in Marocco
Il primo caso della pandemia di COVID-19 in Marocco è stato confermato il 2 marzo 2020.

## Antefatti
Il 12 gennaio 2020, l'Organizzazione mondiale della sanità (OMS) ha confermato che un nuovo coronavirus era la causa di una nuova infezione polmonare che aveva colpito diversi abitanti della città di Wuhan, nella provincia cinese dell'Hubei, il cui caso era stato portato all'attenzione dell'OMS il 31 dicembre 2019.
Sebbene nel tempo il tasso di mortalità del COVID-19 si sia rivelato decisamente più basso di quello dell'epidemia di SARS che aveva imperversato nel 2003, la trasmissione del virus SARS-CoV-2, alla base del COVID-19, è risultata essere molto più ampia di quella del precedente virus del 2003, ed ha portato a un numero totale di morti molto più elevato.
Il 5 maggio 2023, l'Organizzazione mondiale della sanità dichiara ufficialmente la fine della pandemia.

## Cronistoria

### Trasporti
Il 13 marzo 2020 il governo del Marocco ha annunciato di aver raggiunto un accordo per sospendere tutti i voli passeggeri e le traversate in traghetto da e per la Spagna, Algeria e Francia fino a nuovo avviso. Il 14 marzo 2020, la sospensione dei voli è stata ampliata.  I voli sono stati sospesi da e verso altri 25 paesi.  A tale data, i voli erano stati sospesi da e per Cina, Spagna, Italia, Francia e Algeria.  Successivamente, il viaggio aereo sarebbe cessato a breve tra Marocco e Austria, Bahrein, Belgio, Brasile, Canada, Ciad, Danimarca, Egitto, Germania, Grecia, Giordania, Libano, Mali, Mauritania, Paesi Bassi, Niger, Norvegia, Oman, Portogallo, Senegal, Svizzera, Svezia, Tunisia, Turchia e Emirati Arabi Uniti.
Il 15 marzo 2020, questa sospensione è stata estesa a tutti i voli internazionali.

### Istruzione
Il 13 marzo il governo decise di chiudere tutte le scuole, a partire dal 16 marzo fino a nuovo avviso.  Le lezioni dovevano essere proseguite online o attraverso la TV, con l'uso dei canali SNRT per livelli di una certa importanza, come il livello del diploma di maturità.
L'11 aprile, il Ministero della Pubblica Istruzione ha annunciato che i test e gli esami si svolgeranno normalmente.

### Stato di emergenza sanitaria
Il Marocco ha dichiarato lo stato di emergenza sanitaria il 19 marzo 2020, che entrato in vigore il 20 marzo 2020 alle 18:00 ora locale e rimarrà in vigore fino al 20 aprile 2020 con la possibilità di proroga per un periodo più lungo. Questa direttiva ha richiesto l'autorizzazione dei funzionari statali locali, i cittadini non potevano lasciare le proprie case ad eccezione per i lavoratori di supermercati, farmacie, banche, distributori di benzina, cliniche mediche e società di telecomunicazioni. Nell'aprile 2020, il governo ha graziato 5.654 prigionieri, e ha messo in atto procedure per proteggere i detenuti dall'epidemia di COVID-19.
Il 18 aprile, il governo marocchino ha prorogato lo stato di emergenza fino al 20 maggio, estendendolo in successive proroghe fino al 10 agosto.

### Fondo di emergenza
l 15 marzo, il re Mohammed VI ha annunciato la creazione di un fondo di emergenza (etichettato come Fonds spécial pour la gestion de la pandémie du Coronavirus (Covid-19)) al fine di migliorare le infrastrutture sanitarie e sostenere i settori economici più colpiti.  Il fondo ha un volume di 10 miliardi di dirham ($ 1 miliardo).

### Lotta alla disinformazione
Alcuni critici del governo sono stati arrestati per presunta diffusione di notizie false sul coronavirus.

### Ramadan
Il governo ha annunciato che essere al di fuori delle case tra le 19:00 e le 5:00 durante il mese sacro del Ramadan (iniziato il 25 aprile) è severamente vietato per qualsiasi motivo tranne che per casi speciali, come la logistica.

### Altro
- Il 26 marzo, Saadeddine Othmani, il capo del governo, ha annunciato una sospensione delle assunzioni a livello nazionale fino alla fine della crisi del coronavirus.  Anche le promozioni devono essere posticipate fino a quando la situazione non sarà sotto controllo.  I settori della sanità e della sicurezza sono esentati da questo ordine.[22]
- Il 6 aprile (in vigore il 7), il governo ha obbligato i suoi cittadini a indossare maschere per il viso.[23]
- Il governo ha annunciato che per il settore pubblico, i salari saranno ridotti di un giorno per ogni mese per 3 mesi (marzo, aprile e maggio).

## Andamento dei contagi
| Data                                             | Data       |  | Numero di casi  | Numero di morti (incremento giornaliero) |
| ------------------------------------------------ | ---------- |  | --------------- | ---------------------------------------- |
| 02-03-2020                                       | 02-03-2020 |  | 1(N.D.)         |                                          |
| ⋮                                                | ⋮          |  | 1(=)            |                                          |
| 05-03-2020                                       | 05-03-2020 |  | 2(+100%)        |                                          |
| ⋮                                                | ⋮          |  | 2(=)            |                                          |
| 10-03-2020                                       | 10-03-2020 |  | 3(+50%)         |                                          |
| 11-03-2020                                       | 11-03-2020 |  | 6(+100%)        |                                          |
| 12-03-2020                                       | 12-03-2020 |  | 6(=)            |                                          |
| 13-03-2020                                       | 13-03-2020 |  | 8(+33%)         |                                          |
| 14-03-2020                                       | 14-03-2020 |  | 18(+125%)       |                                          |
| 15-03-2020                                       | 15-03-2020 |  | 28(+56%)        |                                          |
| 16-03-2020                                       | 16-03-2020 |  | 37(+32%)        |                                          |
| 17-03-2020                                       | 17-03-2020 |  | 44(+19%)        |                                          |
| 18-03-2020                                       | 18-03-2020 |  | 54(+23%)        |                                          |
| 19-03-2020                                       | 19-03-2020 |  | 63(+17%)        |                                          |
| 20-03-2020                                       | 20-03-2020 |  | 79(+25%)        |                                          |
| 21-03-2020                                       | 21-03-2020 |  | 96(+22%)        |                                          |
| 22-03-2020                                       | 22-03-2020 |  | 115(+20%)       |                                          |
| 23-03-2020                                       | 23-03-2020 |  | 143(+24%)       |                                          |
| 24-03-2020                                       | 24-03-2020 |  | 170(+19%)       |                                          |
| 25-03-2020                                       | 25-03-2020 |  | 225(+32%)       |                                          |
| 26-03-2020                                       | 26-03-2020 |  | 275(+22%)       |                                          |
| 27-03-2020                                       | 27-03-2020 |  | 345(+25%)       |                                          |
| 28-03-2020                                       | 28-03-2020 |  | 402(+17%)       |                                          |
| 29-03-2020                                       | 29-03-2020 |  | 479(+19%)       |                                          |
| 30-03-2020                                       | 30-03-2020 |  | 556(+16%)       |                                          |
| 31-03-2020                                       | 31-03-2020 |  | 617(+11%)       |                                          |
| 01-04-2020                                       | 01-04-2020 |  | 654(+6%)        |                                          |
| 02-04-2020                                       | 02-04-2020 |  | 708(+8,3%)      |                                          |
| 03-04-2020                                       | 03-04-2020 |  | 791(+12%)       |                                          |
| 04-04-2020                                       | 04-04-2020 |  | 919(+16%)       |                                          |
| 05-04-2020                                       | 05-04-2020 |  | 1 021(+11%)     |                                          |
| 06-04-2020                                       | 06-04-2020 |  | 1 120(+9,7%)    |                                          |
| 07-04-2020                                       | 07-04-2020 |  | 1 184(+5,7%)    |                                          |
| 08-04-2020                                       | 08-04-2020 |  | 1 275(+7,7%)    |                                          |
| 09-04-2020                                       | 09-04-2020 |  | 1 374(+7,8%)    |                                          |
| 10-04-2020                                       | 10-04-2020 |  | 1 448(+5,4%)    |                                          |
| 11-04-2020                                       | 11-04-2020 |  | 1 545(+6,7%)    |                                          |
| 12-04-2020                                       | 12-04-2020 |  | 1 661(+7,5%)    |                                          |
| 13-04-2020                                       | 13-04-2020 |  | 1 763(+6,1%)    |                                          |
| 14-04-2020                                       | 14-04-2020 |  | 1 888(+7,1%)    |                                          |
| 15-04-2020                                       | 15-04-2020 |  | 2 024(+7,2%)    |                                          |
| 16-04-2020                                       | 16-04-2020 |  | 2 283(+13%)     |                                          |
| 17-04-2020                                       | 17-04-2020 |  | 2 564(+12%)     |                                          |
| 18-04-2020                                       | 18-04-2020 |  | 2 685(+4,7%)    |                                          |
| 19-04-2020                                       | 19-04-2020 |  | 2 855(+6,3%)    |                                          |
| 20-04-2020                                       | 20-04-2020 |  | 3 046(+6,7%)    |                                          |
| 21-04-2020                                       | 21-04-2020 |  | 3 209(+5,4%)    |                                          |
| 22-04-2020                                       | 22-04-2020 |  | 3 446(+7,4%)    |                                          |
| 23-04-2020                                       | 23-04-2020 |  | 3 568(+3,5%)    |                                          |
| 24-04-2020                                       | 24-04-2020 |  | 3 758(+5,3%)    |                                          |
| 25-04-2020                                       | 25-04-2020 |  | 3 897(+3,7%)    |                                          |
| 26-04-2020                                       | 26-04-2020 |  | 4 065(+4,3%)    |                                          |
| 27-04-2020                                       | 27-04-2020 |  | 4 120(+1,4%)    |                                          |
| 28-04-2020                                       | 28-04-2020 |  | 4 252(+3,2%)    |                                          |
| 29-04-2020                                       | 29-04-2020 |  | 4 321(+1,6%)    |                                          |
| 30-04-2020                                       | 30-04-2020 |  | 4 423(+2,4%)    |                                          |
| 01-05-2020                                       | 01-05-2020 |  | 4 569(+3,3%)    |                                          |
| 02-05-2020                                       | 02-05-2020 |  | 4 729(+3,5%)    |                                          |
| 03-05-2020                                       | 03-05-2020 |  | 4 903(+3,7%)    |                                          |
| 04-05-2020                                       | 04-05-2020 |  | 5 053(+3,1%)    |                                          |
| 05-05-2020                                       | 05-05-2020 |  | 5 219(+3,3%)    |                                          |
| 06-05-2020                                       | 06-05-2020 |  | 5 408(+3,6%)    |                                          |
| 07-05-2020                                       | 07-05-2020 |  | 5 548(+2,6%)    |                                          |
| 08-05-2020                                       | 08-05-2020 |  | 5 711(+2,9%)    |                                          |
| 09-05-2020                                       | 09-05-2020 |  | 5 910(+3,5%)    |                                          |
| 10-05-2020                                       | 10-05-2020 |  | 6 063(+2,6%)    |                                          |
| 11-05-2020                                       | 11-05-2020 |  | 6 281(+3,6%)    |                                          |
| 12-05-2020                                       | 12-05-2020 |  | 6 418(+2,2%)    |                                          |
| 13-05-2020                                       | 13-05-2020 |  | 6 516(+1,5%)    |                                          |
| 14-05-2020                                       | 14-05-2020 |  | 6 607(+1,4%)    |                                          |
| 15-05-2020                                       | 15-05-2020 |  | 6 652(+0,68%)   |                                          |
| 16-05-2020                                       | 16-05-2020 |  | 6 741(+1,3%)    |                                          |
| 17-05-2020                                       | 17-05-2020 |  | 6 870(+1,9%)    |                                          |
| 18-05-2020                                       | 18-05-2020 |  | 6 952(+1,2%)    |                                          |
| 19-05-2020                                       | 19-05-2020 |  | 7 023(+1%)      |                                          |
| 20-05-2020                                       | 20-05-2020 |  | 7 133(+1,6%)    |                                          |
| 21-05-2020                                       | 21-05-2020 |  | 7 211(+1,1%)    |                                          |
| 22-05-2020                                       | 22-05-2020 |  | 7 332(+1,7%)    |                                          |
| 23-05-2020                                       | 23-05-2020 |  | 7 406(+1%)      |                                          |
| 24-05-2020                                       | 24-05-2020 |  | 7 433(+0,36%)   |                                          |
| 25-05-2020                                       | 25-05-2020 |  | 7 532(+1,3%)    |                                          |
| 26-05-2020                                       | 26-05-2020 |  | 7 577(+0,6%)    |                                          |
| 27-05-2020                                       | 27-05-2020 |  | 7 601(+0,32%)   |                                          |
| 28-05-2020                                       | 28-05-2020 |  | 7 643(+0,55%)   |                                          |
| 29-05-2020                                       | 29-05-2020 |  | 7 714(+0,93%)   |                                          |
| 30-05-2020                                       | 30-05-2020 |  | 7 780(+0,86%)   |                                          |
| 31-05-2020                                       | 31-05-2020 |  | 7 807(+0,35%)   |                                          |
| 01-06-2020                                       | 01-06-2020 |  | 7 833(+0,33%)   |                                          |
| 02-06-2020                                       | 02-06-2020 |  | 7 866(+0,42%)   |                                          |
| 03-06-2020                                       | 03-06-2020 |  | 7 922(+0,71%)   |                                          |
| 04-06-2020                                       | 04-06-2020 |  | 8 003(+1%)      |                                          |
| 05-06-2020                                       | 05-06-2020 |  | 8 071(+0,85%)   |                                          |
| 06-06-2020                                       | 06-06-2020 |  | 8 151(+0,99%)   |                                          |
| 07-06-2020                                       | 07-06-2020 |  | 8 224(+0,9%)    |                                          |
| 08-06-2020                                       | 08-06-2020 |  | 8 302(+0,95%)   |                                          |
| 09-06-2020                                       | 09-06-2020 |  | 8 437(+1,6%)    |                                          |
| 10-06-2020                                       | 10-06-2020 |  | 8 508(+0,84%)   |                                          |
| 11-06-2020                                       | 11-06-2020 |  | 8 537(+0,34%)   |                                          |
| 12-06-2020                                       | 12-06-2020 |  | 8 610(+0,86%)   |                                          |
| 13-06-2020                                       | 13-06-2020 |  | 8 692(+0,95%)   |                                          |
| 14-06-2020                                       | 14-06-2020 |  | 8 793(+1,2%)    |                                          |
| 15-06-2020                                       | 15-06-2020 |  | 8 885(+1%)      |                                          |
| 16-06-2020                                       | 16-06-2020 |  | 8 931(+0,52%)   |                                          |
| 17-06-2020                                       | 17-06-2020 |  | 8 997(+0,74%)   |                                          |
| 18-06-2020                                       | 18-06-2020 |  | 9 074(+0,86%)   |                                          |
| 19-06-2020                                       | 19-06-2020 |  | 9 613(+5,9%)    |                                          |
| 20-06-2020                                       | 20-06-2020 |  | 9 839(+2,4%)    |                                          |
| 21-06-2020                                       | 21-06-2020 |  | 9 977(+1,4%)    |                                          |
| 22-06-2020                                       | 22-06-2020 |  | 10 172(+2%)     |                                          |
| 23-06-2020                                       | 23-06-2020 |  | 10 344(+1,7%)   |                                          |
| 24-06-2020                                       | 24-06-2020 |  | 10 907(+5,4%)   |                                          |
| 25-06-2020                                       | 25-06-2020 |  | 11 338(+4%)     |                                          |
| 26-06-2020                                       | 26-06-2020 |  | 11 633(+2,6%)   |                                          |
| 27-06-2020                                       | 27-06-2020 |  | 11 877(+2,1%)   |                                          |
| 28-06-2020                                       | 28-06-2020 |  | 12 052(+1,5%)   |                                          |
| 29-06-2020                                       | 29-06-2020 |  | 12 290(+2%)     |                                          |
| 30-06-2020                                       | 30-06-2020 |  | 12 533(+2%)     |                                          |
| 01-07-2020                                       | 01-07-2020 |  | 12 636(+0,82%)  |                                          |
| 02-07-2020                                       | 02-07-2020 |  | 12 969(+2,6%)   |                                          |
| 03-07-2020                                       | 03-07-2020 |  | 13 288(+2,5%)   |                                          |
| 04-07-2020                                       | 04-07-2020 |  | 13 822(+4%)     |                                          |
| 05-07-2020                                       | 05-07-2020 |  | 14 215(+2,8%)   |                                          |
| 06-07-2020                                       | 06-07-2020 |  | 14 379(+1,2%)   |                                          |
| 07-07-2020                                       | 07-07-2020 |  | 14 607(+1,6%)   |                                          |
| 08-07-2020                                       | 08-07-2020 |  | 14 771(+1,1%)   |                                          |
| 09-07-2020                                       | 09-07-2020 |  | 15 079(+2,1%)   |                                          |
| 10-07-2020                                       | 10-07-2020 |  | 15 328(+1,7%)   |                                          |
| 11-07-2020                                       | 11-07-2020 |  | 15 542(+1,4%)   |                                          |
| 12-07-2020                                       | 12-07-2020 |  | 15 745(+1,3%)   |                                          |
| 13-07-2020                                       | 13-07-2020 |  | 15 936(+1,2%)   |                                          |
| 14-07-2020                                       | 14-07-2020 |  | 16 097(+1%)     |                                          |
| 15-07-2020                                       | 15-07-2020 |  | 16 262(+1%)     |                                          |
| 16-07-2020                                       | 16-07-2020 |  | 16 545(+1,7%)   |                                          |
| 17-07-2020                                       | 17-07-2020 |  | 16 726(+1,1%)   |                                          |
| 18-07-2020                                       | 18-07-2020 |  | 17 015(+1,7%)   |                                          |
| 19-07-2020                                       | 19-07-2020 |  | 17 236(+1,3%)   |                                          |
| 20-07-2020                                       | 20-07-2020 |  | 17 562(+1,9%)   |                                          |
| 21-07-2020                                       | 21-07-2020 |  | 17 742(+1%)     |                                          |
| 22-07-2020                                       | 22-07-2020 |  | 17 962(+1,2%)   |                                          |
| 23-07-2020                                       | 23-07-2020 |  | 18 264(+1,7%)   |                                          |
| 24-07-2020                                       | 24-07-2020 |  | 18 834(+3,1%)   |                                          |
| 25-07-2020                                       | 25-07-2020 |  | 19 645(+4,3%)   |                                          |
| 26-07-2020                                       | 26-07-2020 |  | 20 278(+3,2%)   |                                          |
| 27-07-2020                                       | 27-07-2020 |  | 20 887(+3%)     |                                          |
| 28-07-2020                                       | 28-07-2020 |  | 21 387(+2,4%)   |                                          |
| 29-07-2020                                       | 29-07-2020 |  | 22 213(+3,9%)   |                                          |
| 30-07-2020                                       | 30-07-2020 |  | 23 259(+4,7%)   |                                          |
| 31-07-2020                                       | 31-07-2020 |  | 24 322(+4,6%)   |                                          |
| 01-08-2020                                       | 01-08-2020 |  | 25 015(+2,8%)   |                                          |
| 02-08-2020                                       | 02-08-2020 |  | 25 537(+2,1%)   |                                          |
| 03-08-2020                                       | 03-08-2020 |  | 26 196(+2,6%)   |                                          |
| 04-08-2020                                       | 04-08-2020 |  | 27 217(+3,9%)   |                                          |
| 05-08-2020                                       | 05-08-2020 |  | 28 500(+4,7%)   |                                          |
| 06-08-2020                                       | 06-08-2020 |  | 29 644(+4%)     |                                          |
| 07-08-2020                                       | 07-08-2020 |  | 30 662(+3,4%)   |                                          |
| 08-08-2020                                       | 08-08-2020 |  | 32 007(+4,4%)   |                                          |
| 09-08-2020                                       | 09-08-2020 |  | 33 237(+3,8%)   |                                          |
| 10-08-2020                                       | 10-08-2020 |  | 34 063(+2,5%)   |                                          |
| 11-08-2020                                       | 11-08-2020 |  | 35 195(+3,3%)   |                                          |
| 12-08-2020                                       | 12-08-2020 |  | 36 694(+4,3%)   |                                          |
| 13-08-2020                                       | 13-08-2020 |  | 37 935(+3,4%)   |                                          |
| 14-08-2020                                       | 14-08-2020 |  | 39 241(+3,4%)   |                                          |
| 15-08-2020                                       | 15-08-2020 |  | 41 017(+4,5%)   |                                          |
| 16-08-2020                                       | 16-08-2020 |  | 42 489(+3,6%)   |                                          |
| 17-08-2020                                       | 17-08-2020 |  | 43 558(+2,5%)   |                                          |
| 18-08-2020                                       | 18-08-2020 |  | 44 803(+2,9%)   |                                          |
| 19-08-2020                                       | 19-08-2020 |  | 46 313(+3,4%)   |                                          |
| 20-08-2020                                       | 20-08-2020 |  | 47 638(+2,9%)   |                                          |
| 21-08-2020                                       | 21-08-2020 |  | 49 247(+3,4%)   |                                          |
| 22-08-2020                                       | 22-08-2020 |  | 50 812(+3,2%)   |                                          |
| 23-08-2020                                       | 23-08-2020 |  | 52 349(+3%)     |                                          |
| 24-08-2020                                       | 24-08-2020 |  | 53 252(+1,7%)   |                                          |
| 25-08-2020                                       | 25-08-2020 |  | 54 528(+2,4%)   |                                          |
| 26-08-2020                                       | 26-08-2020 |  | 55 864(+2,5%)   |                                          |
| 27-08-2020                                       | 27-08-2020 |  | 57 085(+2,2%)   |                                          |
| 28-08-2020                                       | 28-08-2020 |  | 58 489(+2,5%)   |                                          |
| 29-08-2020                                       | 29-08-2020 |  | 60 056(+2,7%)   |                                          |
| 30-08-2020                                       | 30-08-2020 |  | 61 399(+2,2%)   |                                          |
| 31-08-2020                                       | 31-08-2020 |  | 62 590(+1,9%)   |                                          |
| 01-09-2020                                       | 01-09-2020 |  | 63 781(+1,9%)   |                                          |
| 02-09-2020                                       | 02-09-2020 |  | 65 453(+2,6%)   |                                          |
| 03-09-2020                                       | 03-09-2020 |  | 66 855(+2,1%)   |                                          |
| 04-09-2020                                       | 04-09-2020 |  | 68 605(+2,6%)   |                                          |
| 05-09-2020                                       | 05-09-2020 |  | 70 160(+2,3%)   |                                          |
| 06-09-2020                                       | 06-09-2020 |  | 72 394(+3,2%)   |                                          |
| 07-09-2020                                       | 07-09-2020 |  | 73 780(+1,9%)   |                                          |
| 08-09-2020                                       | 08-09-2020 |  | 75 721(+2,6%)   |                                          |
| 09-09-2020                                       | 09-09-2020 |  | 77 878(+2,8%)   |                                          |
| 10-09-2020                                       | 10-09-2020 |  | 79 767(+2,4%)   |                                          |
| 11-09-2020                                       | 11-09-2020 |  | 82 197(+3%)     |                                          |
| 12-09-2020                                       | 12-09-2020 |  | 84 435(+2,7%)   |                                          |
| 13-09-2020                                       | 13-09-2020 |  | 86 686(+2,7%)   |                                          |
| 14-09-2020                                       | 14-09-2020 |  | 88 203(+1,7%)   |                                          |
| 15-09-2020                                       | 15-09-2020 |  | 90 324(+2,4%)   |                                          |
| 16-09-2020                                       | 16-09-2020 |  | 92 016(+1,9%)   |                                          |
| 17-09-2020                                       | 17-09-2020 |  | 94 504(+2,7%)   |                                          |
| 18-09-2020                                       | 18-09-2020 |  | 97 264(+2,9%)   |                                          |
| 19-09-2020                                       | 19-09-2020 |  | 99 816(+2,6%)   |                                          |
| 20-09-2020                                       | 20-09-2020 |  | 101 743(+1,9%)  |                                          |
| 21-09-2020                                       | 21-09-2020 |  | 103 119(+1,4%)  |                                          |
| 22-09-2020                                       | 22-09-2020 |  | 105 346(+2,2%)  |                                          |
| 23-09-2020                                       | 23-09-2020 |  | 107 743(+2,3%)  |                                          |
| 24-09-2020                                       | 24-09-2020 |  | 110 099(+2,2%)  |                                          |
| 25-09-2020                                       | 25-09-2020 |  | 112 522(+2,2%)  |                                          |
| 26-09-2020                                       | 26-09-2020 |  | 115 241(+2,4%)  |                                          |
| 27-09-2020                                       | 27-09-2020 |  | 117 685(+2,1%)  |                                          |
| 28-09-2020                                       | 28-09-2020 |  | 119 107(+1,2%)  |                                          |
| 29-09-2020                                       | 29-09-2020 |  | 121 183(+1,7%)  |                                          |
| 30-09-2020                                       | 30-09-2020 |  | 123 653(+2%)    |                                          |
| 01-10-2020                                       | 01-10-2020 |  | 126 044(+1,9%)  |                                          |
| 02-10-2020                                       | 02-10-2020 |  | 128 565(+2%)    |                                          |
| 03-10-2020                                       | 03-10-2020 |  | 131 228(+2,1%)  |                                          |
| 04-10-2020                                       | 04-10-2020 |  | 133 272(+1,6%)  |                                          |
| 05-10-2020                                       | 05-10-2020 |  | 134 695(+1,1%)  |                                          |
| 06-10-2020                                       | 06-10-2020 |  | 137 248(+1,9%)  |                                          |
| 07-10-2020                                       | 07-10-2020 |  | 140 024(+2%)    |                                          |
| 08-10-2020                                       | 08-10-2020 |  | 142 953(+2,1%)  |                                          |
| 09-10-2020                                       | 09-10-2020 |  | 146 398(+2,4%)  |                                          |
| 10-10-2020                                       | 10-10-2020 |  | 149 841(+2,4%)  |                                          |
| 11-10-2020                                       | 11-10-2020 |  | 152 404(+1,7%)  |                                          |
| 12-10-2020                                       | 12-10-2020 |  | 153 761(+0,89%) |                                          |
| 13-10-2020                                       | 13-10-2020 |  | 156 946(+2,1%)  |                                          |
| 14-10-2020                                       | 14-10-2020 |  | 160 333(+2,2%)  |                                          |
| 15-10-2020                                       | 15-10-2020 |  | 163 650(+2,1%)  |                                          |
| 16-10-2020                                       | 16-10-2020 |  | 167 148(+2,1%)  |                                          |
| 17-10-2020                                       | 17-10-2020 |  | 170 911(+2,3%)  |                                          |
| 18-10-2020                                       | 18-10-2020 |  | 173 632(+1,6%)  |                                          |
| 19-10-2020                                       | 19-10-2020 |  | 175 749(+1,2%)  |                                          |
| 20-10-2020                                       | 20-10-2020 |  | 179 003(+1,9%)  |                                          |
| 21-10-2020                                       | 21-10-2020 |  | 182 580(+2%)    |                                          |
| 22-10-2020                                       | 22-10-2020 |  | 186 731(+2,3%)  |                                          |
| 23-10-2020                                       | 23-10-2020 |  | 190 416(+2%)    |                                          |
| 24-10-2020                                       | 24-10-2020 |  | 194 461(+2,1%)  |                                          |
| 25-10-2020                                       | 25-10-2020 |  | 197 481(+1,6%)  |                                          |
| 26-10-2020                                       | 26-10-2020 |  | 199 745(+1,1%)  |                                          |
| 27-10-2020                                       | 27-10-2020 |  | 203 733(+2%)    |                                          |
| 28-10-2020                                       | 28-10-2020 |  | 207 718(+2%)    |                                          |
| 29-10-2020                                       | 29-10-2020 |  | 212 038(+2,1%)  |                                          |
| 30-10-2020                                       | 30-10-2020 |  | 215 294(+1,5%)  |                                          |
| 31-10-2020                                       | 31-10-2020 |  | 219 084(+1,8%)  |                                          |
| 01-11-2020                                       | 01-11-2020 |  | 222 544(+1,6%)  |                                          |
| 02-11-2020                                       | 02-11-2020 |  | 225 070(+1,1%)  |                                          |
| 03-11-2020                                       | 03-11-2020 |  | 229 565(+2%)    |                                          |
| 04-11-2020                                       | 04-11-2020 |  | 235 310(+2,5%)  |                                          |
| 05-11-2020                                       | 05-11-2020 |  | 240 951(+2,4%)  |                                          |
| 06-11-2020                                       | 06-11-2020 |  | 246 349(+2,2%)  |                                          |
| 07-11-2020                                       | 07-11-2020 |  | 252 185(+2,4%)  |                                          |
| 08-11-2020                                       | 08-11-2020 |  | 256 781(+1,8%)  |                                          |
| 09-11-2020                                       | 09-11-2020 |  | 259 951(+1,2%)  |                                          |
| 10-11-2020                                       | 10-11-2020 |  | 265 165(+2%)    |                                          |
| 11-11-2020                                       | 11-11-2020 |  | 270 626(+2,1%)  |                                          |
| 12-11-2020                                       | 12-11-2020 |  | 276 821(+2,3%)  |                                          |
| 13-11-2020                                       | 13-11-2020 |  | 282 336(+2%)    |                                          |
| 14-11-2020                                       | 14-11-2020 |  | 288 211(+2,1%)  |                                          |
| 15-11-2020                                       | 15-11-2020 |  | 293 177(+1,7%)  |                                          |
| 16-11-2020                                       | 16-11-2020 |  | 296 189(+1%)    |                                          |
| 17-11-2020                                       | 17-11-2020 |  | 301 604(+1,8%)  |                                          |
| 18-11-2020                                       | 18-11-2020 |  | 306 995(+1,8%)  |                                          |
| 19-11-2020                                       | 19-11-2020 |  | 311 554(+1,5%)  |                                          |
| 20-11-2020                                       | 20-11-2020 |  | 316 260(+1,5%)  |                                          |
| 21-11-2020                                       | 21-11-2020 |  | 320 962(+1,5%)  |                                          |
| 22-11-2020                                       | 22-11-2020 |  | 324 941(+1,2%)  |                                          |
| 23-11-2020                                       | 23-11-2020 |  | 327 528(+0,8%)  |                                          |
| 24-11-2020                                       | 24-11-2020 |  | 331 527(+1,2%)  |                                          |
| 25-11-2020                                       | 25-11-2020 |  | 336 506(+1,5%)  |                                          |
| 26-11-2020                                       | 26-11-2020 |  | 340 684(+1,2%)  |                                          |
| 27-11-2020                                       | 27-11-2020 |  | 345 276(+1,3%)  |                                          |
| 28-11-2020                                       | 28-11-2020 |  | 349 688(+1,3%)  |                                          |
| 29-11-2020                                       | 29-11-2020 |  | 353 803(+1,2%)  |                                          |
| 30-11-2020                                       | 30-11-2020 |  | 356 336(+0,72%) |                                          |
| 01-12-2020                                       | 01-12-2020 |  | 359 844(+0,98%) |                                          |
| 02-12-2020                                       | 02-12-2020 |  | 364 190(+1,2%)  |                                          |
| 03-12-2020                                       | 03-12-2020 |  | 368 624(+1,2%)  |                                          |
| 04-12-2020                                       | 04-12-2020 |  | 372 620(+1,1%)  |                                          |
| 05-12-2020                                       | 05-12-2020 |  | 376 738(+1,1%)  |                                          |
| 06-12-2020                                       | 06-12-2020 |  | 379 657(+0,77%) |                                          |
| 07-12-2020                                       | 07-12-2020 |  | 381 188(+0,4%)  |                                          |
| 08-12-2020                                       | 08-12-2020 |  | 384 088(+0,76%) |                                          |
| 09-12-2020                                       | 09-12-2020 |  | 388 184(+1,1%)  |                                          |
| 10-12-2020                                       | 10-12-2020 |  | 391 529(+0,86%) |                                          |
| 11-12-2020                                       | 11-12-2020 |  | 394 564(+0,78%) |                                          |
| 12-12-2020                                       | 12-12-2020 |  | 397 597(+0,77%) |                                          |
| 13-12-2020                                       | 13-12-2020 |  | 399 609(+0,51%) |                                          |
| 14-12-2020                                       | 14-12-2020 |  | 400 826(+0,3%)  |                                          |
| 15-12-2020                                       | 15-12-2020 |  | 403 619(+0,7%)  |                                          |
| 16-12-2020                                       | 16-12-2020 |  | 406 970(+0,83%) |                                          |
| 17-12-2020                                       | 17-12-2020 |  | 409 746(+0,68%) |                                          |
| 18-12-2020                                       | 18-12-2020 |  | 412 393(+0,65%) |                                          |
| 19-12-2020                                       | 19-12-2020 |  | 415 226(+0,69%) |                                          |
| 20-12-2020                                       | 20-12-2020 |  | 417 125(+0,46%) |                                          |
| 21-12-2020                                       | 21-12-2020 |  | 418 002(+0,21%) |                                          |
| 22-12-2020                                       | 22-12-2020 |  | 420 648(+0,63%) |                                          |
| 23-12-2020                                       | 23-12-2020 |  | 423 214(+0,61%) |                                          |
| Fonti: - Dati aggiornati: Ministero della Salute |            |  |                 |                                          |

## Sahara Occidentale

### Cronologia
Il 4 aprile, sono stati confermati i primi quattro casi a Boujdour, si trattava di funzionari della missione delle Nazioni Unite per il referendum nel Sahara Occidentale.
Il 9 aprile, sono stati registrati due nuovi casi a Dakhla, portando il numero di casi confermati a sei.

## Statistiche
| Casablanca-Settat                                   | 2 190 | 47  |
| Marrakech-Safi                                      | 1 296 | 50  |
| Tanger-Tetouan-Al Hoceima                           | 981   | 32  |
| Fès-Meknès                                          | 980   | 26  |
| Rabat-Salé-Kénitra                                  | 680   | 11  |
| Drâa-Tafilalet                                      | 586   | 4   |
| Regione Orientale (Marocco)                         | 180   | 8   |
| Béni Mellal-Khénifra                                | 113   | 7   |
| Souss-Massa                                         | 78    | 7   |
| Guelmim-Oued Noun                                   | 43    | 0   |
| Laâyoune-Sakia El Hamra                             | 4     | 0   |
| Dakhla-Oued Ed Dahab                                | 2     | 0   |
| Totali                                              | 7 133 | 194 |
| Ultimo aggiornamento: 20 maggio 2020 alle 16:00 UTC |       |     |